# Горелово (исторический район)
Горе́лово — исторический район в Красносельском районе Санкт-Петербурга, до 1973 года — посёлок городского типа в Ленинградской области.

## География
Расположен на юго-западной окраине города, в 5 км к северу от Красного Села в среднем течении реки Дудергофки.
На Балтийской линии железной дороги есть станция Горелово. Через Горелово проходит Красносельское шоссе (продолжение Таллинского шоссе).

## История
В 1721 году от деревни Горелово начали строить Лиговский канал для питания фонтанов Летнего сада.
В XIX — начале XX века в районе Горелова располагалось артиллерийское учебное поле Красносельских военных лагерей. В 1938 году здесь функционировал военный аэродром Горелово.
В 1961 году Горелово стало посёлком городского типа.
В 1962 году в Горелово переведён Всесоюзный научно-исследовательский институт транспортного машиностроения, на базе которого началось строительство «Лунохода». ВНИИ Трансмаш проводил испытания новой техники (в основном военной), в том числе на полигоне
с расположенными на его территории «Танковыми озёрами».
С 1973 года Горелово находится в городской черте Ленинграда.
В 2024 году в Горелове благоустроили два сквер — переустроили существующий на Красносельском шоссе, 40, и создали новый между Красносельским шоссе и Советской улицей (напротив дома 12).

## Военные объекты
В поселке расположена 3278-я воинская часть Внутренних войск МВД.

## Наука и образование
- Всероссийский научно-исследовательский институт транспортного машиностроения
- Среднеобразовательные школы № 391 и 398

## Промышленность
Близ Горелово вдоль Волхонского шоссе на территории Ломоносовского района Ленинградской области имеется крупная промзона, в которую входят:
- Логистический терминал бельгийской компании Ahlers[8]
- Кофейный завод компании Kraft Foods по производству сублимированного кофе марок Jacobs Monarch, Carte Noire и Maxim[9][10][11]
- Завод компании Tenneco Inc. по производству выхлопных систем для автомобилей[12]
- Типография глубокой печати «Полиграфлэнд»[13]
- 419-й авиаремонтный завод
- Кондитерское объединение «Любимый край» по производству печенья (марка «Посиделкино»)

Также в Горелове ведется строительство литейного завода.

## Культура
В поселке имеется:
- буддийский храм — Буддавихара (2006).
- Храм св. вмц. Анастасии узорешительницы в СИ-6 (в 3 км восточнее поселка, на территории Ломоносовского района Ленинградской области)
- Храм св. мц. царицы Александры Римской (временное некапитальное сооружение построено в постсоветские годы на Красносельском шоссе)
- Храм Святого благоверного князя Александра Невского в 3278-й воинской части Внутренних войск МВД
- Храм священномученика Фаддея, архиепископа Тверского (построен на частной территории в 2010 г., адрес — ул. Коммунаров, 145)
- Церковь христиан веры Евангельской (построена из кирпича в постсоветские годы на Красносельском шоссе)

На пересечении Аннинского шоссе и Заречной ул. (территория Ломоносовского района Ленинградской области) расположено Гореловское кладбище
Братская могила советских летчиков во главе со старшим политруком А. С. Пасечником, погибших в советско-финскую войну

## Фото

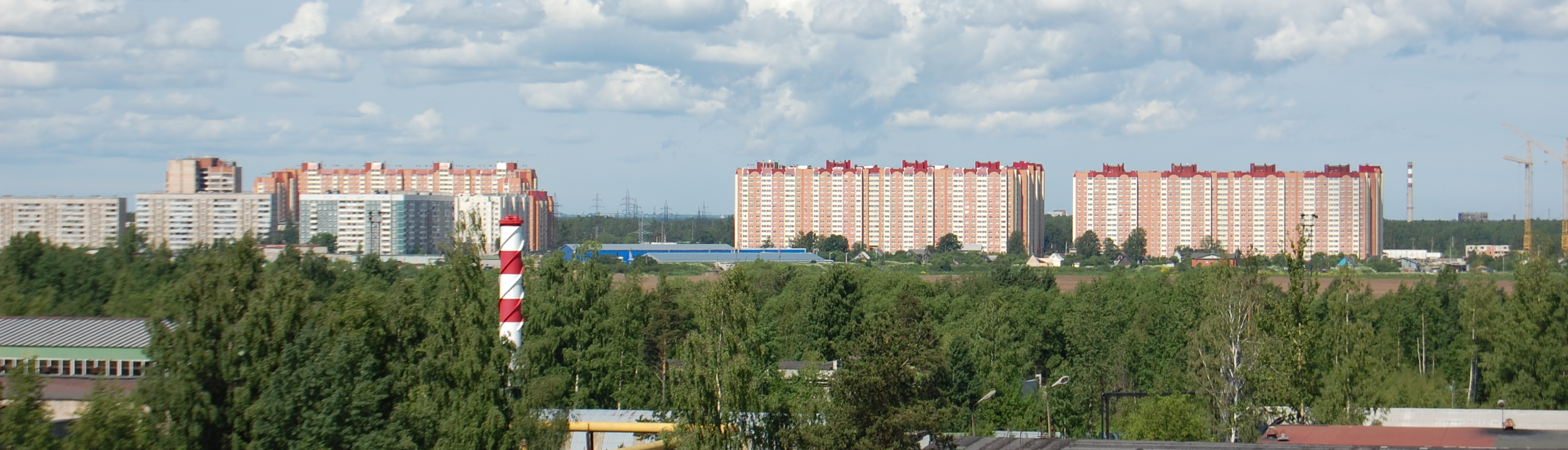
Посёлок Горелово. 2010 год